# Устелёмов, Игорь Вениаминович
Игорь Вениаминович Устелёмов — старший лейтенант Внутренних войск Министерства внутренних дел Российской Федерации, погиб при исполнении служебных обязанностей во время Первой чеченской войны, кавалер двух орденов Мужества.

## Биография
Игорь Вениаминович Устелёмов родился 10 сентября 1972 года в городе Челябинске. Учился в Челябинской средней школе № 22. Активно занимался лыжным спортом, сдал норматив на кандидата в мастера спорта. В 1989 году завершил обучение, после чего поступил в Пермское высшее военное командное училище Внутренних войск Министерства внутренних дел СССР. Окончив его с отличием в 1993 году, Устелёмов был направлен для дальнейшего прохождения службы на Северный Кавказ, в город Моздок.
Служба Устелёмова проходила в 674-м полку оперативного назначения 49-й отдельной бригады оперативного назначения. Спустя несколько месяцев он вышел с предложением создать в полку группу специального назначения. Из различных войсковых частей он собрал наиболее профессиональных бойцов и сколотил из них боеспособное подразделение, получившее наименование «Акация». Сумел добиться высокого уровня боевой подготовки — только обладателей «краповых беретов» под его началом было 38 человек.
С началом боевых действий Первой чеченской войны Устелёмов и его подразделение успешно выполняли ответственные задания командования по разгрому незаконных вооружённых формирований сепаратистов и ликвидации полевых командиров. За его голову боевиками была назначена крупная награда. За многочисленные боевые заслуги Указом Президента Российской Федерации от 8 марта 1995 года старший лейтенант Игорь Устелёмов был удостоен ордена Мужества, а 10 октября 1995 года приказом Министра внутренних дел Российской Федерации был награждён нагрудным знаком «За отличие в службе» 2-й степени.
9 августа 1996 года при возвращении из Грозного в Моздок колонна попала в засаду боевиков. В том бою раненый Устелёмов был захвачен в чеченский плен. Несмотря на жестокие пытки, он не выдал противнику никакой информации. В тот же день Устелёмов был расстрелян боевиками у населённого пункта Ярдырка. Лишь спустя два года его останки были идентифицированы в лаборатории медико-криминалистической экспертизы в Ростове-на-Дону.
С воинскими вочестями Устелёмов был похоронен на Градском кладбище города Челябинска.
Указом Президента Российской Федерации от 18 ноября 1996 года старший лейтенант Игорь Вениаминович Устелёмов посмертно был удостоен второго ордена Мужества.

## Память
- В честь Устелёмова названа улица в посёлке Вавиловец Сосновского района Челябинской области, на ней установлена мемориальная доска[4].
- Навечно зачислен в списки личного состава разведывательной роты полка оперативного назначения Северно-Кавказского округа Росгвардии[5].
- Имя Устелёмова увековечено на мемориале в расположении его части в Моздоке.